# Gevlamde vlinder
De gevlamde vlinder (Endromis versicolora) is een vlinder uit de familie Endromidae (gevlamde vlinders) met een spanwijdte van 50-60 millimeter. Deze vlinder heeft een sterk behaard en bij het vrouwtje zeer dik achterlijf.

## Voorkomen
De waardplant van de gevlamde vlinder is in de eerste plaats de berk, maar ook de els wordt soms gebruikt. De gevlamde vlinder is in Nederland zeldzaam, bijna alleen nog waar te nemen op de Veluwe.

## Levenswijze
De vliegperiode is van maart tot en met mei. De vrouwtjes rusten op boomstammen.
De mannelijke vlinders fladderen vooral overdag bij zonneschijn rond, terwijl de vrouwtjes pas vliegen als het gaat schemeren.

Gevlamde vlinder en rups
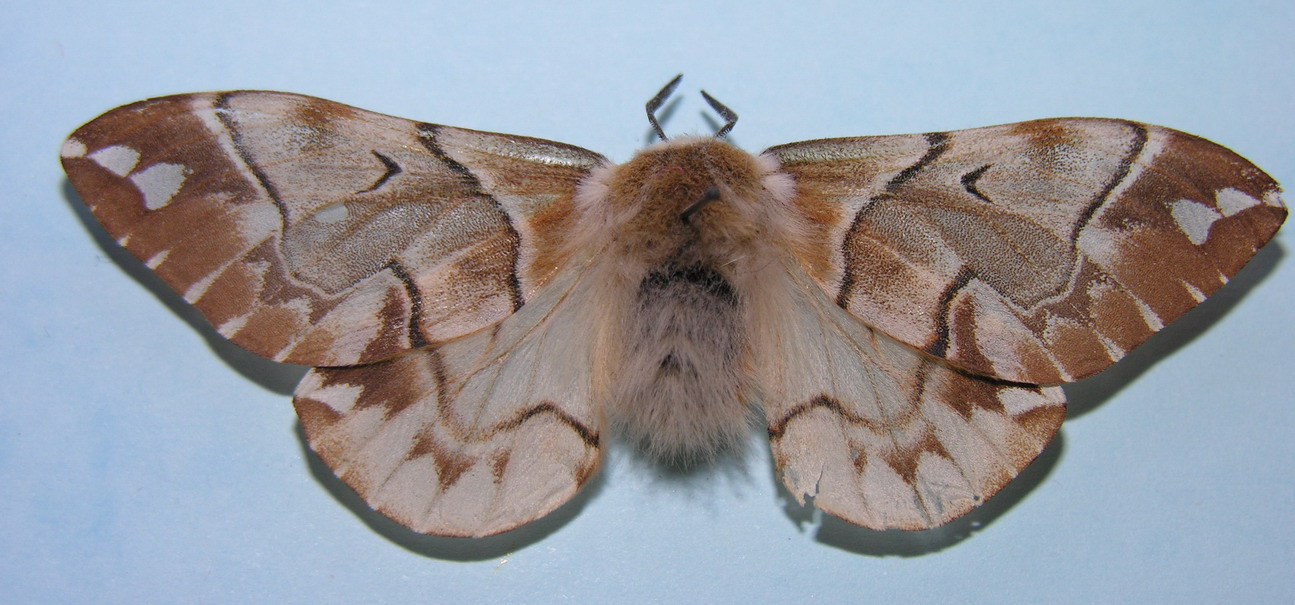
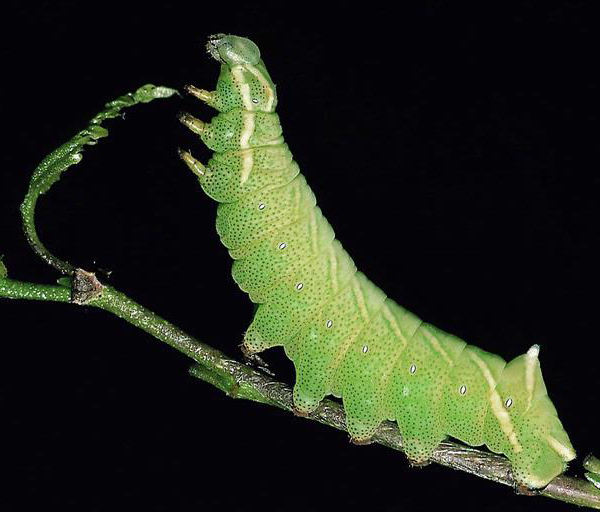
Rups